# Challenge Cup (Rugby League)
Der Challenge Cup ist ein seit 1896 jährlich ausgetragener Pokalwettbewerb für Rugby-League-Mannschaften in Europa. Ursprünglich stand er lediglich britischen Mannschaften offen, doch wurde der Wettbewerb in den letzten Jahren auf Frankreich und Russland ausgedehnt. Es nehmen Amateur-, Halbprofi- und Profivereine teil, unterklassige Mannschaften erreichen aber selten die letzten Runden. Das Finale ist eines der wichtigsten Sportereignisse Großbritanniens und findet, bis auf wenige Ausnahmen seit der Eröffnung, in London im Wembley-Stadion statt. Ab 2024 wird die Veranstaltung von August auf Juni des Jahres verlegt.

## Geschichte
Die Vereine, die 1895 die Northern Rugby Football Union (die heutige Rugby Football League) bildeten, hatten schon seit mehreren Jahren an lokalen Pokalwettbewerben unter der Aufsicht der Rugby Football Union teilgenommen. Der für Rugby Union verantwortliche Verband lehnte einen landesweiten Pokalwettbewerb aber ab. Er befürchtete, dies führe unweigerlich zum Berufssport. Nach dem endgültigen Bruch mussten die Vereine im Norden Englands keine Rücksicht mehr nehmen und organisierten den Northern Rugby Football Union Challenge Cup. Der Juwelier Fattorini in Bradford wurde mit der Herstellung eines Pokals im Wert von 60 Pfund beauftragt.
Der erste Wettbewerb fand während der Saison 1896/97, der zweiten Saison der neuen Sportart, statt, es nahmen 56 Mannschaften teil. Das erste Finale wurde am 24. April 1897 im Headingley Stadium in Leeds ausgetragen, Batley schlug St Helens vor 13.492 Zuschauern mit 10:3. Während des Ersten Weltkriegs konnte der Pokalwettbewerb nicht durchgeführt werden, die vor Kriegsbeginn angefangene Saison 1914/15 wurde aber zu Ende gespielt.
In den ersten drei Jahrzehnten fand das Endspiel jeweils in einem größeren Vereinsstadion im Norden Englands statt. 1928 beschloss der Verband, das Finale zukünftig im Wembley-Stadion in London auszutragen. Gründe waren einerseits die Begeisterung, die der Fußballverein Huddersfield Town mit dem Einzug ins Finale des FA Cup ausgelöst hatte, andererseits die zunehmenden Schwierigkeiten der Vereine, ein der enorm gestiegenen Nachfrage gerechtes Stadion anzubieten. Das erste Endspiel im Wembley-Stadion fand 1929 vor 41.500 Zuschauern statt.
Zu Beginn des Zweiten Weltkriegs musste der Meisterschaftsbetrieb eingestellt werden. Doch der Challenge Cup wurde nach einer einjährigen Unterbrechung bereits wieder ausgetragen; eingeschränkt zwar, doch mit dem Segen der Behörden, die sich dadurch eine Hebung der Moral erhofften. Die Finalspiele fanden im nordenglischen Kernland statt, die Einnahmen kamen den Kriegsgefangenen und dem Rüstungsprogramm von Lord Beaverbrook zugute.
1954 endete das Finale unentschieden und musste wiederholt werden. Schauplatz des Wiederholungsspiels am 5. Mai war das Odsal Stadium in Bradford. Die offizielle Rekordbesucherzahl betrug 102.569, doch wird geschätzt, dass über 120.000 Zuschauer das Spiel verfolgten, das von Warrington gewonnen wurde. Bis zu Beginn der 1990er Jahre nahmen nur sehr wenige Amateurmannschaften am Challenge Cup teil, doch 1994 wurde das Teilnehmerfeld markant erweitert. Wegen des Neubaus des Wembley-Stadions fanden die Endspiele der Jahre 2000 bis 2006 in wechselnden Stadien statt.

## Austragungsmodus
In seiner modernen Form umfasst der Wettbewerb vor dem Finale sieben Runden. Die Mannschaften werden nach Spielstärke eingeteilt und greifen unter Umständen in späteren Runden in das Geschehen ein. Der Modus änderte sich von Jahr von Jahr ein wenig, basiert jedoch auf dem folgenden Schema:
- Erste Runde: Amateurmannschaften aus England, Schottland und Wales. Die meisten stammen aus England und gehören der British Amateur Rugby League Association (BARLA) an. Im Jahr 2008 nahmen folgende 54 Mannschaften an dieser Runde teil:
  - alle 38 Mannschaften der National Conference League (höchste Amateurliga)
  - die Meister der fünf BARLA-Regionalligen
  - die British Army
  - die Royal Navy
  - die Royal Air Force
  - der Universitätsmeister
  - der Meister der Student Rugby League
  - sechs Vertreter der Rugby League Conference (darunter je eine Mannschaft aus Schottland und Wales)
- Zweite Runde: 27 Sieger der ersten Runde und der russische Vizemeister
- Dritte Runde: Der russische Meister, drei französische Mannschaften, die 22 halbprofessionellen Mannschaften der Rugby League National Leagues und die 14 Sieger der zweiten Runde
- Vierte Runde: 20 Sieger der dritten Runde und alle vierzehn Vertreter der Super League
- Fünfte Runde: 16 Sieger der vierten Runde
- Viertelfinale: 8 Sieger der fünften Runde
- Halbfinale: 4 Viertelfinalsieger (auf neutralem Boden)
- Finale

## Liste der Finalspiele
| Saison                                                    | Sieger                              | Verlierer            | Ergebnis       | Ort                                               | Zuschauer       |
| --------------------------------------------------------- | ----------------------------------- | -------------------- | -------------- | ------------------------------------------------- | --------------- |
| 1896/97                                                   | Batley                              | St Helens            | 10:3           | Leeds                                             | 13.492          |
| 1897/98                                                   | Batley                              | Bradford Park Avenue | 7:0            | Leeds                                             | 27.941          |
| 1898/99                                                   | Oldham                              | Hunslet FC           | 19:9           | Manchester                                        | 15.763          |
| 1899/00                                                   | Swinton                             | Salford              | 16:8           | Manchester                                        | 17.864          |
| 1900/01                                                   | Batley                              | Warrington           | 6:0            | Leeds                                             | 29.563          |
| 1901/02                                                   | Broughton Rangers                   | Salford              | 25:0           | Rochdale                                          | 15.006          |
| 1902/03                                                   | Halifax                             | Salford              | 7:0            | Leeds                                             | 32.507          |
| 1903/04                                                   | Halifax                             | Warrington           | 44:6           | Salford                                           | 17.041          |
| 1904/05                                                   | Warrington                          | Hull Kingston Rovers | 6:0            | Leeds                                             | 19.638          |
| 1905/06                                                   | Bradford Park Avenue                | Salford              | 5:0            | Leeds                                             | 15.834          |
| 1906/07                                                   | Warrington                          | Oldham               | 17:3           | Broughton                                         | 18.500          |
| 1907/08                                                   | Hunslet FC                          | Hull FC              | 14:0           | Huddersfield                                      | 18.000          |
| 1908/09                                                   | Wakefield Trinity                   | Hull FC              | 17:0           | Leeds                                             | 23.587          |
| 1909/10 (Wdhlg.)                                          | Leeds Leeds                         | Hull FC              | 7:7 26:12      | Huddersfield                                      | 11.608 19.413   |
| 1910/11                                                   | Broughton Rangers                   | Wigan                | 4:0            | Salford                                           | 8.000           |
| 1911/12                                                   | Dewsbury                            | Oldham               | 8:5            | Leeds                                             | 15.271          |
| 1912/13                                                   | Huddersfield                        | Warrington           | 9:5            | Leeds                                             | 22.754          |
| 1913/14                                                   | Hull FC                             | Wakefield Trinity    | 17:0           | Halifax                                           | 19.000          |
| 1914/15                                                   | Huddersfield                        | St Helens            | 37:3           | Oldham                                            | 8.000           |
| 1915–1919 wegen des Ersten Weltkriegs ausgefallen         |                                     |                      |                |                                                   |                 |
| 1919/20                                                   | Huddersfield                        | Wigan                | 21:10          | Leeds                                             | 14.000          |
| 1920/21                                                   | Leigh                               | Halifax              | 13:0           | Broughton                                         | 25.000          |
| 1921/22                                                   | Rochdale Hornets                    | Hull FC              | 10:9           | Leeds                                             | 32.596          |
| 1922/23                                                   | Leeds                               | Hull FC              | 28:3           | Wakefield                                         | 29.335          |
| 1923/24                                                   | Wigan                               | Oldham               | 21:4           | Rochdale                                          | 41.831          |
| 1924/25                                                   | Oldham                              | Hull Kingston Rovers | 16:3           | Leeds                                             | 28.335          |
| 1925/26                                                   | Swinton                             | Oldham               | 9:3            | Rochdale                                          | 27.000          |
| 1926/27                                                   | Oldham                              | Swinton              | 26:7           | Wigan                                             | 33.448          |
| 1927/28                                                   | Swinton                             | Warrington           | 5:3            | Wigan                                             | 33.909          |
| 1928/29                                                   | Wigan                               | Dewsbury             | 13:2           | London (Wembley-Stadion)                          | 41.500          |
| 1929/30                                                   | Widnes                              | St Helens            | 10:3           | Wigan                                             | 36.544          |
| 1930/31                                                   | Halifax                             | York                 | 22:8           | London (Wembley-Stadion)                          | 40.368          |
| 1931/32                                                   | Leeds                               | Swinton              | 11:8           | Wigan                                             | 29.000          |
| 1932/33                                                   | Huddersfield                        | Warrington           | 21:17          | London (Wembley-Stadion)                          | 41.874          |
| 1933/34                                                   | Hunslet FC                          | Widnes               | 11:5           | London (Wembley-Stadion)                          | 41.280          |
| 1934/35                                                   | Castleford                          | Huddersfield         | 11:8           | London (Wembley-Stadion)                          | 39.000          |
| 1935/36                                                   | Leeds                               | Warrington           | 18:2           | London (Wembley-Stadion)                          | 51.250          |
| 1936/37                                                   | Widnes                              | Keighley             | 18:5           | London (Wembley-Stadion)                          | 47.699          |
| 1937/38                                                   | Salford                             | Barrow               | 7:4            | London (Wembley-Stadion)                          | 51.243          |
| 1938/39                                                   | Halifax                             | Salford              | 20:3           | London (Wembley-Stadion)                          | 55.453          |
| 1939/40 wegen Ausbruch des Zweiten Weltkriegs ausgefallen |                                     |                      |                |                                                   |                 |
| 1940/41                                                   | Leeds                               | Halifax              | 19:2           | Bradford                                          | 28.500          |
| 1941/42                                                   | Leeds                               | Halifax              | 15:10          | Bradford                                          | 15.250          |
| 1942/43 (Rückspiel) (Total)                               | Dewsbury Leeds Dewsbury             | Leeds Dewsbury Leeds | 16:9 6:0 16:15 | Dewsbury Leeds –                                  | 10.470 16.000 – |
| 1943/44 (Rückspiel) (Total)                               | Bradford Northern Bradford Northern | Wigan                | 0:3 8:0 8:3    | Wigan Bradford –                                  | 22.000 30.000 – |
| 1944/45 (Rückspiel) (Total)                               | Huddersfield                        | Bradford Northern    | 7:4 6:5 13:9   | Huddersfield Bradford –                           | 9.041 17.500 –  |
| 1945/46                                                   | Wakefield Trinity                   | Wigan                | 13:12          | London (Wembley-Stadion)                          | 54.730          |
| 1946/47                                                   | Bradford Northern                   | Leeds                | 8:4            | London (Wembley-Stadion)                          | 77.605          |
| 1947/48                                                   | Wigan                               | Bradford Northern    | 8:3            | London (Wembley-Stadion)                          | 71.465          |
| 1948/49                                                   | Bradford Northern                   | Halifax              | 12:0           | London (Wembley-Stadion)                          | 95.050          |
| 1949/50                                                   | Warrington                          | Widnes               | 19:0           | London (Wembley-Stadion)                          | 94.249          |
| 1950/51                                                   | Wigan                               | Barrow               | 10:0           | London (Wembley-Stadion)                          | 94.262          |
| 1951/52                                                   | Workington Town                     | Featherstone Rovers  | 18:10          | London (Wembley-Stadion)                          | 72.093          |
| 1952/53                                                   | Huddersfield                        | St Helens            | 15:10          | London (Wembley-Stadion)                          | 89.588          |
| 1953/54 (Wdhlg.)                                          | Warrington                          | Halifax Halifax      | 4:4 18:4       | London (Wembley-Stadion) Bradford (Odsal Stadium) | 81.841 102.569  |
| 1954/55                                                   | Barrow                              | Workington Town      | 21:12          | London (Wembley-Stadion)                          | 66.513          |
| 1955/56                                                   | St Helens                           | Halifax              | 13:2           | London (Wembley-Stadion)                          | 79.341          |
| 1956/57                                                   | Leeds                               | Barrow               | 9:7            | London (Wembley-Stadion)                          | 76.318          |
| 1957/58                                                   | Wigan                               | Workington Town      | 13:9           | London (Wembley-Stadion)                          | 66.109          |
| 1958/59                                                   | Wigan                               | Hull FC              | 30:13          | London (Wembley-Stadion)                          | 79.811          |
| 1959/60                                                   | Wakefield Trinity                   | Hull FC              | 38:5           | London (Wembley-Stadion)                          | 79.773          |
| 1960/61                                                   | St Helens                           | Wigan                | 12:6           | London (Wembley-Stadion)                          | 94.672          |
| 1961/62                                                   | Wakefield Trinity                   | Huddersfield         | 12:6           | London (Wembley-Stadion)                          | 81.263          |
| 1962/63                                                   | Wakefield Trinity                   | Wigan                | 25:10          | London (Wembley-Stadion)                          | 84.492          |
| 1963/64                                                   | Widnes                              | Hull Kingston Rovers | 13:5           | London (Wembley-Stadion)                          | 84.488          |
| 1964/65                                                   | Wigan                               | Hunslet FC           | 20:16          | London (Wembley-Stadion)                          | 89.016          |
| 1965/66                                                   | St Helens                           | Wigan                | 21:2           | London (Wembley-Stadion)                          | 98.536          |
| 1966/67                                                   | Featherstone Rovers                 | Barrow               | 17:12          | London (Wembley-Stadion)                          | 76.290          |
| 1967/68                                                   | Leeds                               | Wakefield Trinity    | 11:10          | London (Wembley-Stadion)                          | 87.100          |
| 1968/69                                                   | Castleford                          | Salford              | 11:6           | London (Wembley-Stadion)                          | 97.939          |
| 1969/70                                                   | Castleford                          | Wigan                | 7:2            | London (Wembley-Stadion)                          | 95.255          |
| 1970/71                                                   | Leigh                               | Leeds                | 24:7           | London (Wembley-Stadion)                          | 85.514          |
| 1971/72                                                   | St Helens                           | Leeds                | 16:13          | London (Wembley-Stadion)                          | 89.495          |
| 1972/73                                                   | Featherstone Rovers                 | Bradford Northern    | 33:14          | London (Wembley-Stadion)                          | 72.395          |
| 1973/74                                                   | Warrington                          | Featherstone Rovers  | 24:9           | London (Wembley-Stadion)                          | 77.400          |
| 1974/75                                                   | Widnes                              | Warrington           | 14:7           | London (Wembley-Stadion)                          | 85.098          |
| 1975/76                                                   | St Helens                           | Widnes               | 20:5           | London (Wembley-Stadion)                          | 89.982          |
| 1976/77                                                   | Leeds                               | Widnes               | 16:7           | London (Wembley-Stadion)                          | 80.871          |
| 1977/78                                                   | Leeds                               | St Helens            | 14:12          | London (Wembley-Stadion)                          | 96.000          |
| 1978/79                                                   | Widnes                              | Wakefield Trinity    | 12:3           | London (Wembley-Stadion)                          | 94.218          |
| 1979/80                                                   | Hull Kingston Rovers                | Hull FC              | 10:5           | London (Wembley-Stadion)                          | 95.000          |
| 1980/81                                                   | Widnes                              | Hull Kingston Rovers | 18:9           | London (Wembley-Stadion)                          | 92.496          |
| 1981/82 (Wdhlg.)                                          | Hull FC                             | Widnes               | 14:14 18:9     | London (Wembley-Stadion) Leeds (Elland Road)      | 92.147 41.171   |
| 1982/83                                                   | Featherstone Rovers                 | Hull FC              | 14:12          | London (Wembley-Stadion)                          | 84.969          |
| 1983/84                                                   | Widnes                              | Wigan                | 19:6           | London (Wembley-Stadion)                          | 80.116          |
| 1984/85                                                   | Wigan                               | Hull FC              | 14:12          | London (Wembley-Stadion)                          | 99.801          |
| 1985/86                                                   | Castleford                          | Hull Kingston Rovers | 15:14          | London (Wembley-Stadion)                          | 82.134          |
| 1986/87                                                   | Halifax                             | St Helens            | 19:18          | London (Wembley-Stadion)                          | 91.267          |
| 1987/88                                                   | Wigan                               | Halifax              | 32:12          | London (Wembley-Stadion)                          | 94.273          |
| 1988/89                                                   | Wigan                               | St Helens            | 27:0           | London (Wembley-Stadion)                          | 78.000          |
| 1989/90                                                   | Wigan                               | Warrington           | 36:14          | London (Wembley-Stadion)                          | 77.729          |
| 1990/91                                                   | Wigan                               | St Helens            | 13:8           | London (Wembley-Stadion)                          | 75.532          |
| 1991/92                                                   | Wigan                               | Castleford           | 28:12          | London (Wembley-Stadion)                          | 77.286          |
| 1992/93                                                   | Wigan                               | Widnes               | 20:14          | London (Wembley-Stadion)                          | 77.684          |
| 1993/94                                                   | Wigan                               | Leeds                | 26:16          | London (Wembley-Stadion)                          | 78.348          |
| 1994/95                                                   | Wigan                               | Leeds                | 30:10          | London (Wembley-Stadion)                          | 78.550          |
| 1996                                                      | St Helens                           | Bradford Bulls       | 40:32          | London (Wembley-Stadion)                          | 75.994          |
| 1997                                                      | St Helens                           | Bradford Bulls       | 32:22          | London (Wembley-Stadion)                          | 78.022          |
| 1998                                                      | Sheffield Eagles                    | Wigan Warriors       | 17:8           | London (Wembley-Stadion)                          | 60.669          |
| 1999                                                      | Leeds Rhinos                        | London Broncos       | 52:16          | London (Wembley-Stadion)                          | 73.242          |
| 2000                                                      | Bradford Bulls                      | Leeds Rhinos         | 24:18          | Edinburgh (Murrayfield Stadium)                   | 67.247          |
| 2001                                                      | St Helens                           | Bradford Bulls       | 13:6           | London (Twickenham Stadium)                       | 68.250          |
| 2002                                                      | Wigan Warriors                      | St Helens            | 21:12          | Edinburgh (Murrayfield Stadium)                   | 62.140          |
| 2003                                                      | Bradford Bulls                      | Leeds Rhinos         | 22:20          | Cardiff (Millennium Stadium)                      | 71.212          |
| 2004                                                      | St Helens                           | Wigan Warriors       | 32:16          | Cardiff (Millennium Stadium)                      | 73.734          |
| 2005                                                      | Hull FC                             | Leeds Rhinos         | 25:24          | Cardiff (Millennium Stadium)                      | 74.213          |
| 2006                                                      | St Helens                           | Huddersfield Giants  | 42:12          | London (Twickenham Stadium)                       | 65.187          |
| 2007                                                      | St Helens                           | Catalans Dragons     | 30:8           | London (Wembley-Stadion)                          | 84.241          |
| 2008                                                      | St Helens                           | Hull FC              | 28:16          | London (Wembley-Stadion)                          | 82.821          |
| 2009                                                      | Warrington Wolves                   | Huddersfield Giants  | 25:16          | London (Wembley-Stadion)                          | 76.560          |
| 2010                                                      | Warrington Wolves                   | Leeds Rhinos         | 30:6           | London (Wembley-Stadion)                          | 85.217          |
| 2011                                                      | Wigan Warriors                      | Leeds Rhinos         | 28:18          | London (Wembley-Stadion)                          | 78.482          |
| 2012                                                      | Warrington Wolves                   | Leeds Rhinos         | 35:18          | London (Wembley-Stadion)                          | 79.180          |
| 2013                                                      | Wigan Warriors                      | Hull FC              | 16:0           | London (Wembley-Stadion)                          | 78.137          |
| 2014                                                      | Leeds Rhinos                        | Castleford Tigers    | 23:10          | London (Wembley-Stadion)                          | 77.914          |
| 2015                                                      | Leeds Rhinos                        | Hull Kingston Rovers | 50:0           | London (Wembley-Stadion)                          | 80.140          |
| 2016                                                      | Hull FC                             | Warrington Wolves    | 12:10          | London (Wembley-Stadion)                          | 76.235          |
| 2017                                                      | Hull FC                             | Wigan Warriors       | 18:14          | London (Wembley-Stadion)                          | 68.525          |
| 2018                                                      | Catalans Dragons                    | Warrington Wolves    | 20:14          | London (Wembley-Stadion)                          | 50.672          |
| 2019                                                      | Warrington Wolves                   | St Helens            | 18:4           | London (Wembley-Stadion)                          | 62.717          |
| 2020                                                      | Leeds Rhinos                        | Salford              | 17:16          | London (Wembley-Stadion)                          | 0               |
| 2021                                                      | St Helens                           | Castleford Tigers    | 26:12          | London (Wembley-Stadion)                          | 40.000          |
| 2022                                                      | Wigan Warriors                      | Huddersfield Giants  | 16:14          | London (Tottenham Hotspur Stadium)                | 51.628          |
| 2023                                                      | Leigh Leopards                      | Hull Kingston Rovers | 17:16          | London (Wembley-Stadion)                          | 58.213          |
| 2024                                                      |                                     |                      | –:–            | London (Wembley-Stadion)                          |                 |

## Sieger
| Titel | Verein                     | Saison |
| ----- | -------------------------- | --- |
| 20    | Wigan Warriors             | 1923/24, 1928/29, 1947/48, 1950/51, 1957/58, 1958/59, 1964/65, 1984/85, 1987/88, 1988/89, 1989/90, 1990/91, 1991/1992, 1992/93, 1993/94, 1994/95, 2002, 2011, 2013, 2022 |
| 14    | Leeds Rhinos               | 1909/10, 1922/23, 1931/32, 1935/36, 1940/41, 1941/42, 1956/57, 1967/68, 1976/77, 1977/78, 1999, 2014, 2015, 2020                                                         |
| 13    | St Helens                  | 1955/56, 1960/61, 1965/66, 1971/72, 1975/76, 1996, 1997, 2001, 2004, 2006, 2007, 2008, 2021                                                                              |
| 9     | Warrington Wolves          | 1904/05, 1906/07, 1949/50, 1953/54, 1973/74, 2009, 2010, 2012, 2019 |
| 7     | Widnes Vikings             | 1929/30, 1936/37, 1963/64, 1974/75, 1978/79, 1980/81, 1983/84 |
| 6     | Huddersfield Giants        | 1912/13, 1914/15, 1919/20, 1932/33, 1944/45, 1952/53 |
| 5     | Wakefield Trinity Wildcats | 1908/09, 1945/46, 1959/60, 1961/62, 1962/63 |
| 5     | Halifax                    | 1902/03, 1903/04, 1930/31, 1938/39, 1986/87 |
| 5     | Bradford Bulls             | 1943/44, 1946/47, 1948/49, 2000, 2003 |
| 5     | Hull FC                    | 1913/14, 1981/82, 2005, 2016, 2017 |
| 4     | Castleford Tigers          | 1934/35, 1968/69, 1969/70, 1985/86 |
| 3     | Batley Bulldogs            | 1896/97, 1897/98, 1900/01 |
| 3     | Oldham Roughyeds           | 1898/99, 1924/25, 1926/27 |
| 3     | Swinton Lions              | 1899/00, 1925/26, 1927/28 |
| 3     | Featherstone Rovers        | 1966/67, 1972/73, 1982/83 |
| 3     | Leigh                      | 1920/21, 1970/71, 2023 (als Leigh Leopards) |
| 2     | Broughton Rangers          | 1901/02, 1910/11 |
| 2     | Hunslet Hawks              | 1907/08, 1933/34 |
| 2     | Dewsbury Rams              | 1911/12, 1942/43 |
| 1     | Bradford Park Avenue       | 1904/05 |
| 1     | Rochdale Hornets           | 1921/22 |
| 1     | Salford Red Devils         | 1937/38 |
| 1     | Workington Town            | 1951/52 |
| 1     | Barrow Raiders             | 1954/55 |
| 1     | Hull Kingston Rovers       | 1979/80 |
| 1     | Sheffield Eagles           | 1998 |
| 1     | Catalans Dragons           | 2018 |